# Söderhamns UIF
Söderhamns Ungdomsgårds Idrottsförening, Söderhamns UIF, är en bordtennisförening i Söderhamn i Sverige, grundad 1960. Föreningen ligger i Pingisligan på herrsidan.
Herrarna blev svenska lagmästare åren 1978, 1982, 1985, 2001, 2010, 2021 och 2023, totalt 7 st SM-guld. Klubben har även vunnit SM-silver 13 gånger, senast år 2014.

### Fotnoter
1. ↑  ”Alla segrare”. Svenska Bordtennisförbundet. Arkiverad från originalet den 14 oktober 2013. https://web.archive.org/web/20131014144752/http://iof1.idrottonline.se/SvenskaBordtennisforbundet/ResultatStatistik/Nationellt/SM/Allasegrare1925-2013/. Läst 15 februari 2015.
2. ↑  ”Herrlagen”. Svenska Bordtennisförbundet – SBTF. https://sbtf.se/folja/pingisligan/herrlagen/. Läst 10 maj 2023.